# Iago Falque
Iago Falque Silva (Vigo, 14 januari 1990) is een Spaans voetballer die doorgaans als vleugelaanvaller speelt. Hij verruilde AS Roma in januari 2017 voor Torino, dat hem in het voorgaande halfjaar al huurde.

## Clubvoetbal
Falque speelde in zijn geboorteplaats in de jeugd van Victoria de Vigo en Celta de Vigo. Vervolgens speelde hij in 2001 op een internationaal toernooi in Maspalomas op proef voor Real Madrid. Daarbij werd hij verkozen tot beste speler van het toernooi. Falque verruilde in 2001 de jeugdopleiding van Madrid voor die van FC Barcelona. In het seizoen 2005/2006 won hij met het Juvenil A-team hiervan de División de Honor en de Copa del Rey Juvenil. Iago Falque speelde in dit team samen met andere Giovanni Dos Santos, Bojan Krkić, Jeffrén Suárez en Sergi Busquets.
In de zomer van 2007 werd Falque door toenmalig Barcelona-trainer Josep Guardiola overgeheveld naar FC Barcelona B. Op 22 december 2007 speelde hij hiervoor tegen CE Europa zijn eerste competitiewedstrijd, waarin hij ook scoorde. Het bleef zijn enige optreden in dit team. Door een gebrek aan speeltijd bij Barça B keerde hij na enige weken tijdelijk terug naar de Juvenil A. In dit elftal maakte Falque onder meer een hattrick tegen Real Murcia en doelpunten tegen Unión Minerva en CD Puzol. Hij scoorde tegen zowel Real Murcia, Villarreal CF als Unión Minerva direct vanuit een corner.
Falque verruilde Barcelona in 2008 voor Juventus FC, waar hij trainde met de hoofdmacht en speelde in de Primavera, het reserveteam. In 2009/2010 verhuurde Juventus hem voor een half jaar aan AS Bari, waar hij in de jeugd speelde. Gedurende het seizoen 2010-11 werd hij verhuurd aan het B-elftal van Villarreal.
Genua verhuurde Falque in juli 2015 voor één jaar aan AS Roma, dat hier €1.000.000,- voor betaalde. Daarbij maakte Roma de afspraak hem na afloop definitief over te nemen voor nog €7.000.000,- en hem een contract tot 2020 te geven als hij in zijn huurperiode één officiële wedstrijd zou spelen. Dat gebeurde een maand later tijdens de eerste speelronde van het nieuwe seizoen. Falque speelde dat jaar 22 wedstrijden, maar de club zag geen rol voor hem in het volgende. Daarom verhuurde Roma hem in juli 2016 voor een seizoen aan Torino, dat ook weer een optie tot koop kreeg. Die lichtte de club in januari 2017.

## Interlandcarrière
In mei 2007 nam Iago Falque samen met zijn toenmalige clubgenoten Bojan Krkić en David González met Spanje deel aan het gewonnen EK –17 in België. Hij speelde alle wedstrijden. De middenvelder maakte in de eerste wedstrijd tegen Frankrijk (2-0) het openingsdoelpunt. In de tweede wedstrijd, tegen Oekraïne (3-1), scoorde Falque opnieuw. In de rest van het toernooi kwam hij niet meer tot scoren. Na afloop werd Falque verkozen tot beste speler van het toernooi.
In augustus en september 2007 nam Falque met Spanje deel aan het WK –17 in Zuid-Korea. Hij scoorde in de achtste finale tegen Noord-Korea. Spanje haalde de finale, maar verloor die na strafschoppen van Nigeria.